# Eleonore Baur
Eleonore Baur (kaldt Schwester Pia (født 7. september 1885 i Kirchdorf bei Bad Aibling, død 18. maj 1981 i Oberhaching) var en tysk sygeplejerske og nazist. Hun var den eneste kvinde, som deltog i Adolf Hitlers ølkælderkup i november 1923 og modtog Blodordenen.
Hun tjente som sygeplejerske under første verdenskrig og plejede medlemmer af Freikorps Oberland efter oprøret mod den bayerske rådsrepublik . Hun blev tonegivende i nazistpartiet i begyndelsen af 1920'ere. Hun arbejdede i flere KZ-lejre og blev dekoreret med Den schlesiske ørn og det Baltiske kors.